# 吳育綸
吳育綸（1989年10月1日—），台灣新北市人，綽號小霸王，贏得2004年－2006年之世界青少年花式撞球錦標賽冠軍，成為史上首位在世青賽三奪冠軍的選手，在2007年的世界青少年花式撞球錦標賽輸給柯秉逸獲亞軍，未能四連霸世界青少年花式撞球錦標賽冠軍。和史上最年輕世界冠軍吳珈慶同為國手的柯秉逸、吳育綸，被譽為「撞壇三小龍」。

## 個人基本資料
- 星座：天秤座

## 大賽戰績
- 2004-2006年世界青少年花式撞球錦標賽冠軍
- 第37屆大阪公開賽男子組季軍

He play Snooker 8 Months only 
and 
Join 2009 Asian Indoor Games-
won Bronze Medal at Ho Chi Minh City, Vietnam!
He was...3 times World 9 Ball Junior Champion(2004~2006)

## 外部連結
- 蟬聯三屆青少年世界花式撞球錦標賽冠軍的小霸王 吳育綸專訪 撞球運動雜誌